# آلپ‌ارسلان اردم
آلپ‌ارسلان اردم (انگلیسی: Alparslan Erdem؛ زادهٔ ۱۱ دسامبر ۱۹۸۸) بازیکن فوتبال اهل ترکیه است.
از باشگاه‌هایی که در آن بازی کرده‌است می‌توان به باشگاه ورزشی گنچلربیرلیغی، باشگاه فوتبال قیصریه‌اسپور، باشگاه فوتبال بوکاسپور، باشگاه فوتبال گالاتاسرای، و باشگاه فوتبال استانبول باشاک‌شهر اشاره کرد.
وی همچنین در تیم‌های ملی فوتبال زیر ۲۱ سال ترکیه و Turkey A2 national football team بازی کرده‌است.